# Dikkopjes
De dikkopjes (Hesperiidae) zijn een familie van vlinders. De familie werd traditioneel als enige familie in de superfamilie Hesperioidea geplaatst, op basis van morfologische kenmerken. Recenter worden ze op basis van fylogenetisch werk als een van de families in de superfamilie Papilionoidea beschouwd. Er bestaan over de hele wereld ongeveer vierduizend soorten dikkopjes, waarvan de meeste in Zuid-Amerika voorkomen, de bakermat van het dikkopje; uit Europa zijn maar ongeveer veertig soorten van deze vlinderfamilie bekend. In België komen vijftien soorten voor en in Nederland veertien (waarvan vijf zeer zeldzaam zijn). Het typegeslacht van de familie is Hesperia.

## Kenmerken
De dikkopjes bezitten stevige antennes met verdikte uiteinden. Opvallend is dat de uiteinden geknikt op de steel staan.
De dikkopjes danken hun naam aan de dikke kop. In de kop bevindt zich de roltong, die in vergelijking met die van vlinders uit andere families erg lang is. De meeste dikkopjes hebben in verhouding tot hun zware lichaam vrij kleine vleugels, maar er zijn uitzonderingen: in de tropen komen soorten voor die een spanwijdte van wel 80 mm bereiken. Anatomisch gezien lijken dikkopjes veel op de lichtmotten. Dat komt ook tot uiting in de nervatuur en de vorm van het rupsenlichaam. De rupsen zijn onbehaard en maken van bladeren en zelfgesponnen zijde een beschermend omhulsel, dat ze alleen verlaten om te eten. De eitjes hebben ovale of bolle vormen. De meeste soorten zijn bruin met witte of oranje vlekken, sommige soorten zijn echter felgekleurd.

## Leefwijze
De soorten uit deze familie zijn overdag actief.

## Voortplanting
De eieren worden een voor een afgezet op waardplanten. De larven die hieruit komen zijn herbivoor en nachtactief.

## Verspreiding en leefgebied
Deze familie komt voor in open begroeiingen, zoals akkers en graslanden, over de hele wereld, met uitzondering van Nieuw-Zeeland.

## Onderfamilies
- Hesperiinae Latreille, 1809
- Barcinae Grishin, 2019
- Chamundinae Grishin, 2019
- Coeliadinae Evans, 1937
- Eudaminae Mabille, 1877
- Euschemoninae Kirby, 1897
- Heteropterinae Aurivillius, 1925
- Katreinae Grishin, 2019
- Pyrginae Burmeister, 1878
- Pyrrhopyginae Mabille, 1877
- Tagiadinae Mabille, 1878
- Trapezitinae Waterhouse & Lyell, 1914

## Enkele geslachten
- Carcharodus
- Carterocephalus
- Erynnis
- Hesperia
- Heteropterus
- Ochlodes
- Pyrgus
- Sabera
- Spialia
- Tagiades
- Thymelicus
- Zela

## In Nederland waargenomen soorten
- Genus: Carcharodus
  - Carcharodus alceae - (Kaasjeskruiddikkopje)
- Genus: Carterocephalus
  - Carterocephalus palaemon - (Bont dikkopje)
- Genus: Erynnis
  - Erynnis tages - (Bruin dikkopje)
- Genus: Hesperia
  - Hesperia comma - (Kommavlinder)
- Genus: Heteropterus
  - Heteropterus morpheus - (Spiegeldikkopje)
- Genus: Ochlodes
  - Ochlodes sylvanus - (Groot dikkopje)
- Genus: Pyrgus
  - Pyrgus alveus - (Groot spikkeldikkopje)
  - Pyrgus armoricanus - (Bretons spikkeldikkopje)
  - Pyrgus carthami - (Witgezoomd spikkeldikkopje)
  - Pyrgus cirsii - (Rood spikkeldikkopje)
  - Pyrgus malvae - (Aardbeivlinder)
  - Pyrgus onopordi - (Aambeeldspikkeldikkopje)
- Genus: Spialia
  - Spialia sertorius - (Kalkgraslanddikkopje)
- Genus: Thymelicus
  - Thymelicus acteon - (Dwergdikkopje)
  - Thymelicus lineola - (Zwartsprietdikkopje)
  - Thymelicus sylvestris - (Geelsprietdikkopje)

## Afbeeldingen

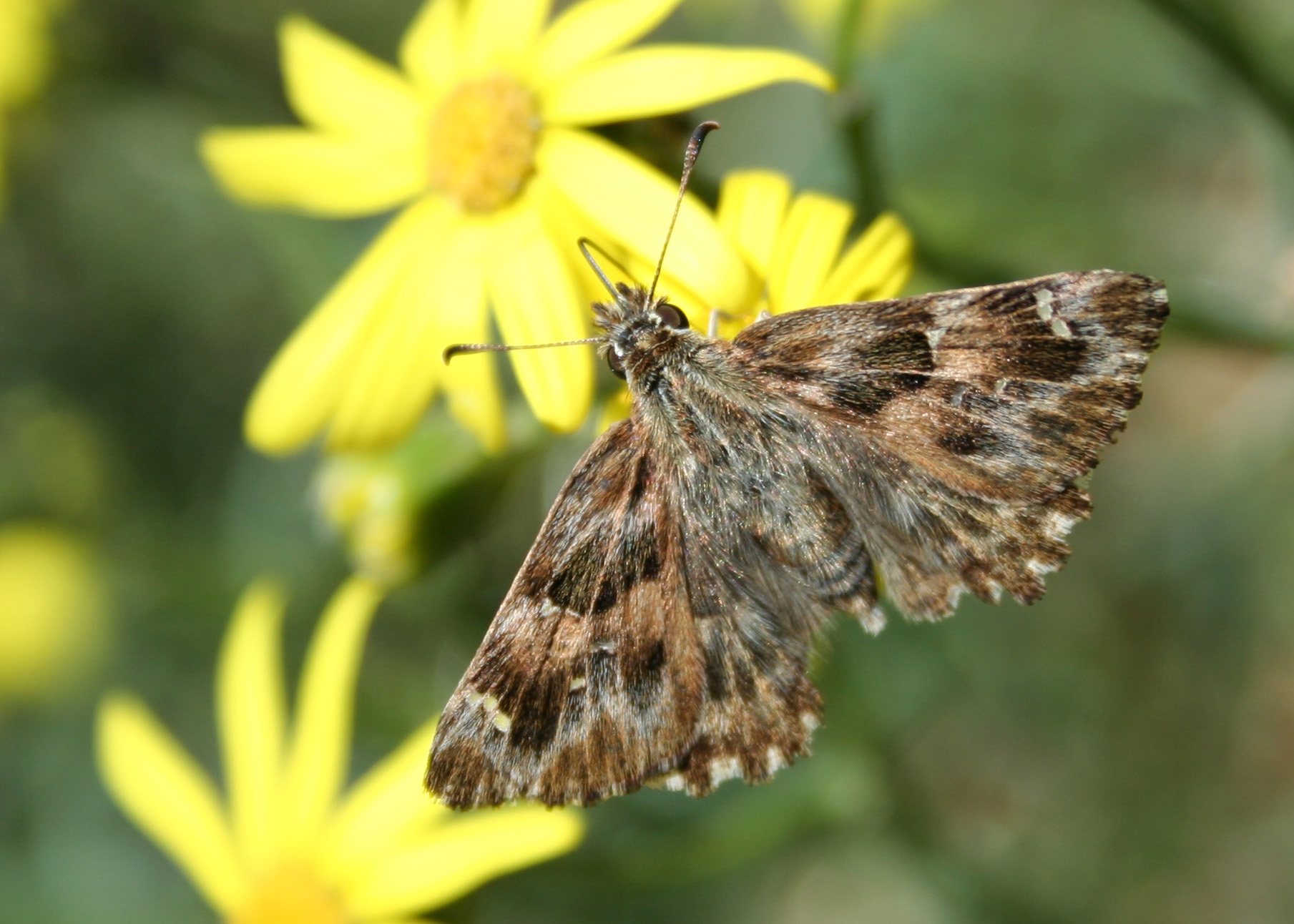
Carcharodus alceae Kaasjeskruiddikkopje
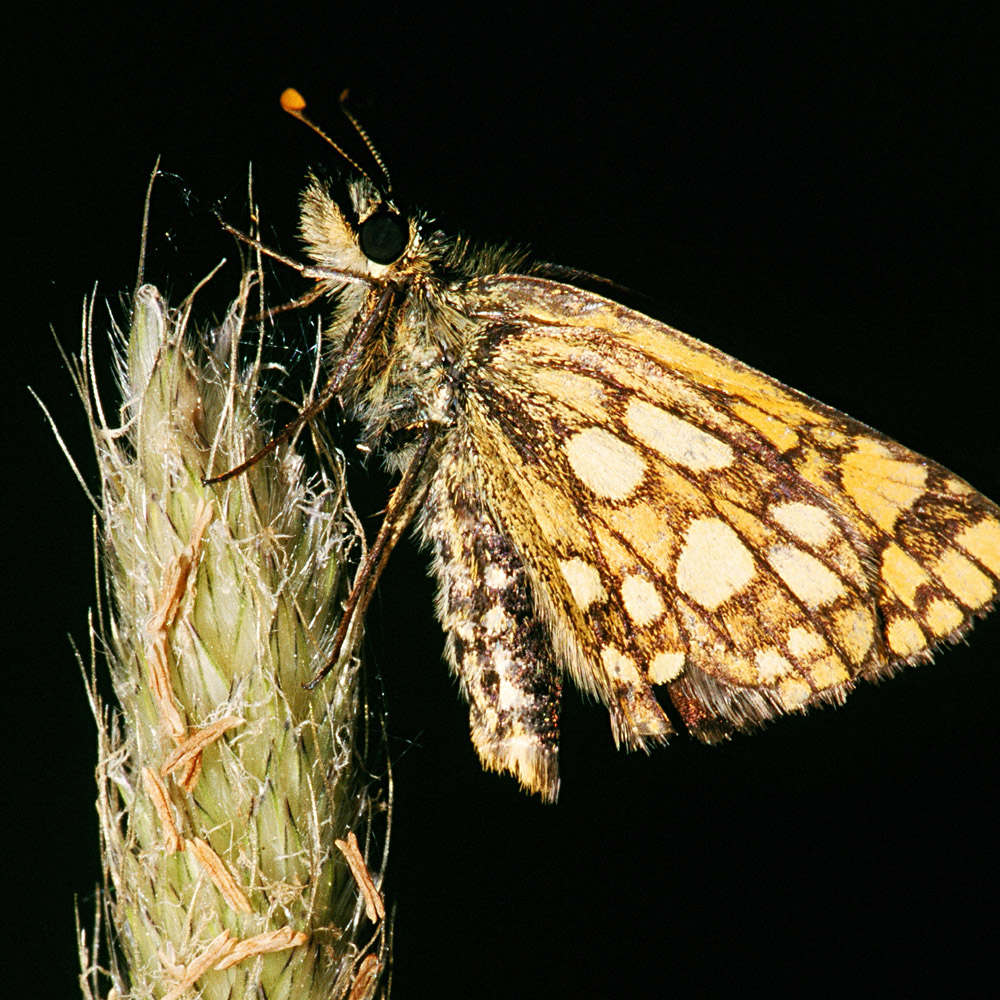
Carterocephalus palaemon Bont dikkopje
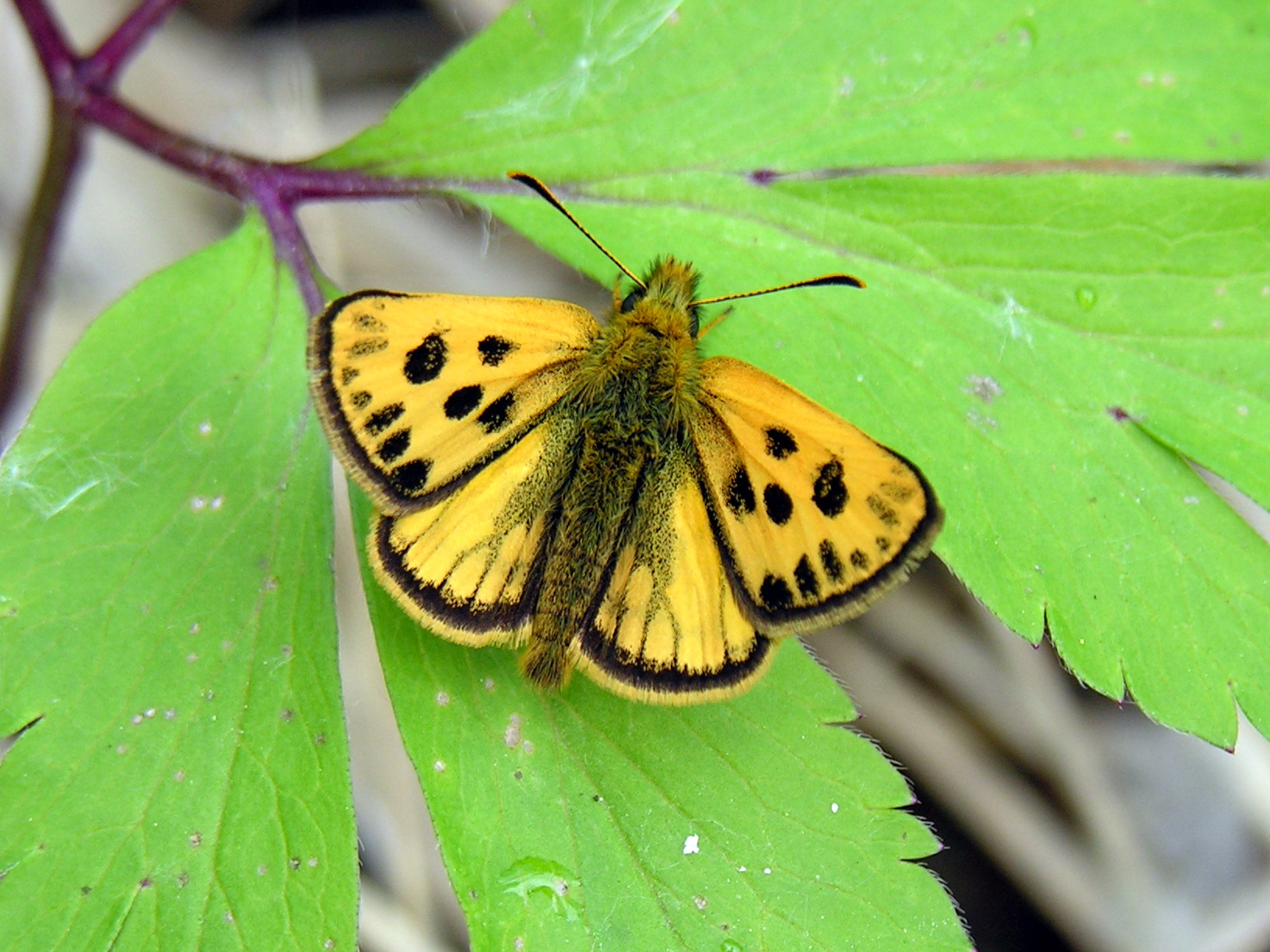
Carterocephalus silvicola Geelbont dikkopje
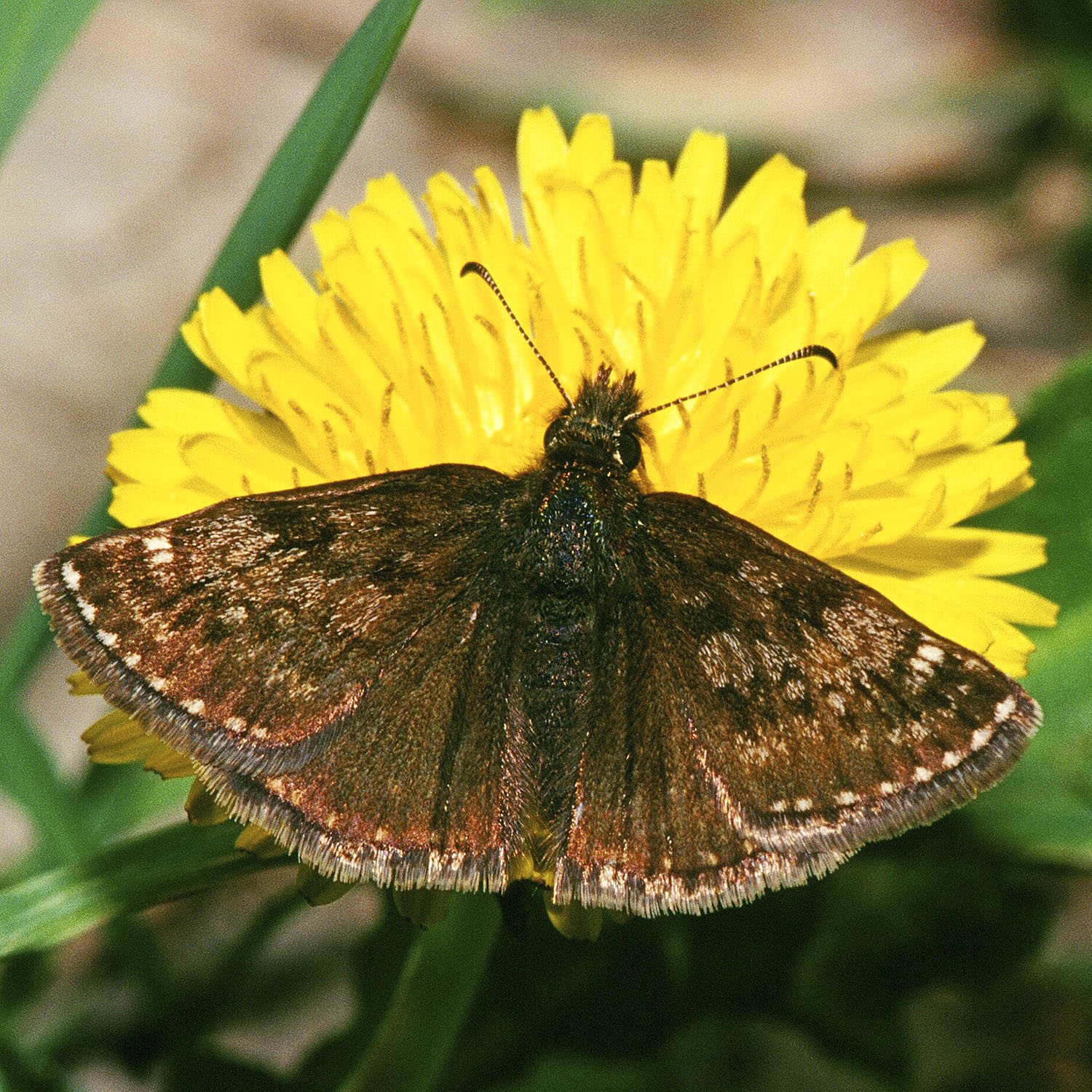
Erynnis tages Bruin dikkopje
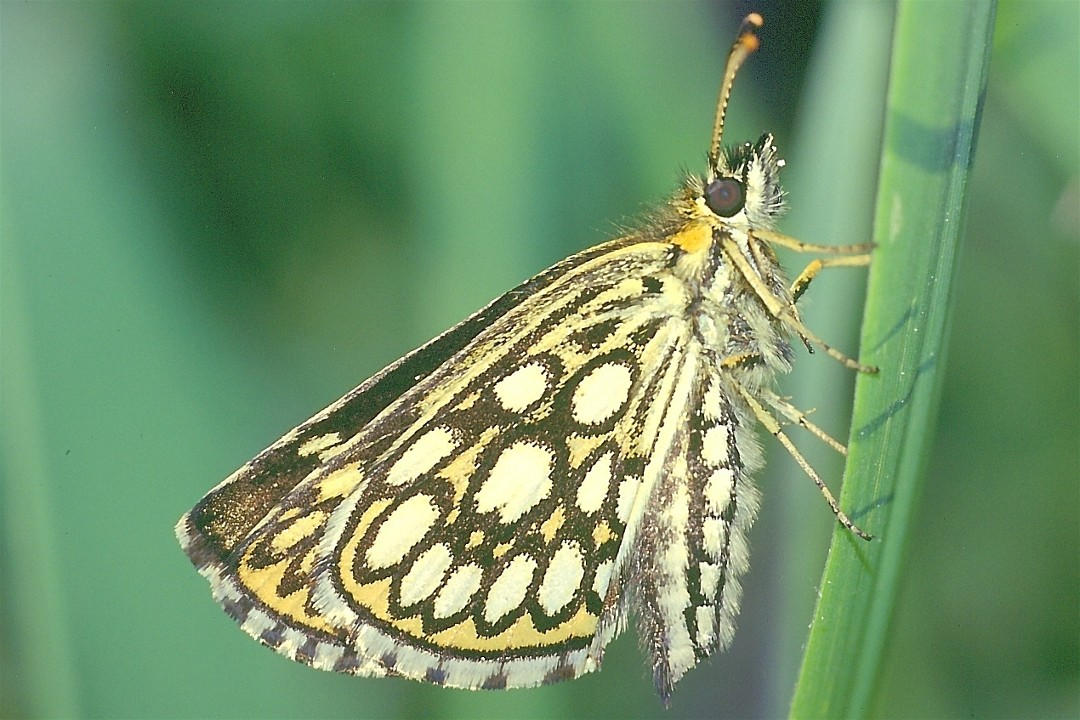
Heteropterus morpheus Spiegeldikkopje
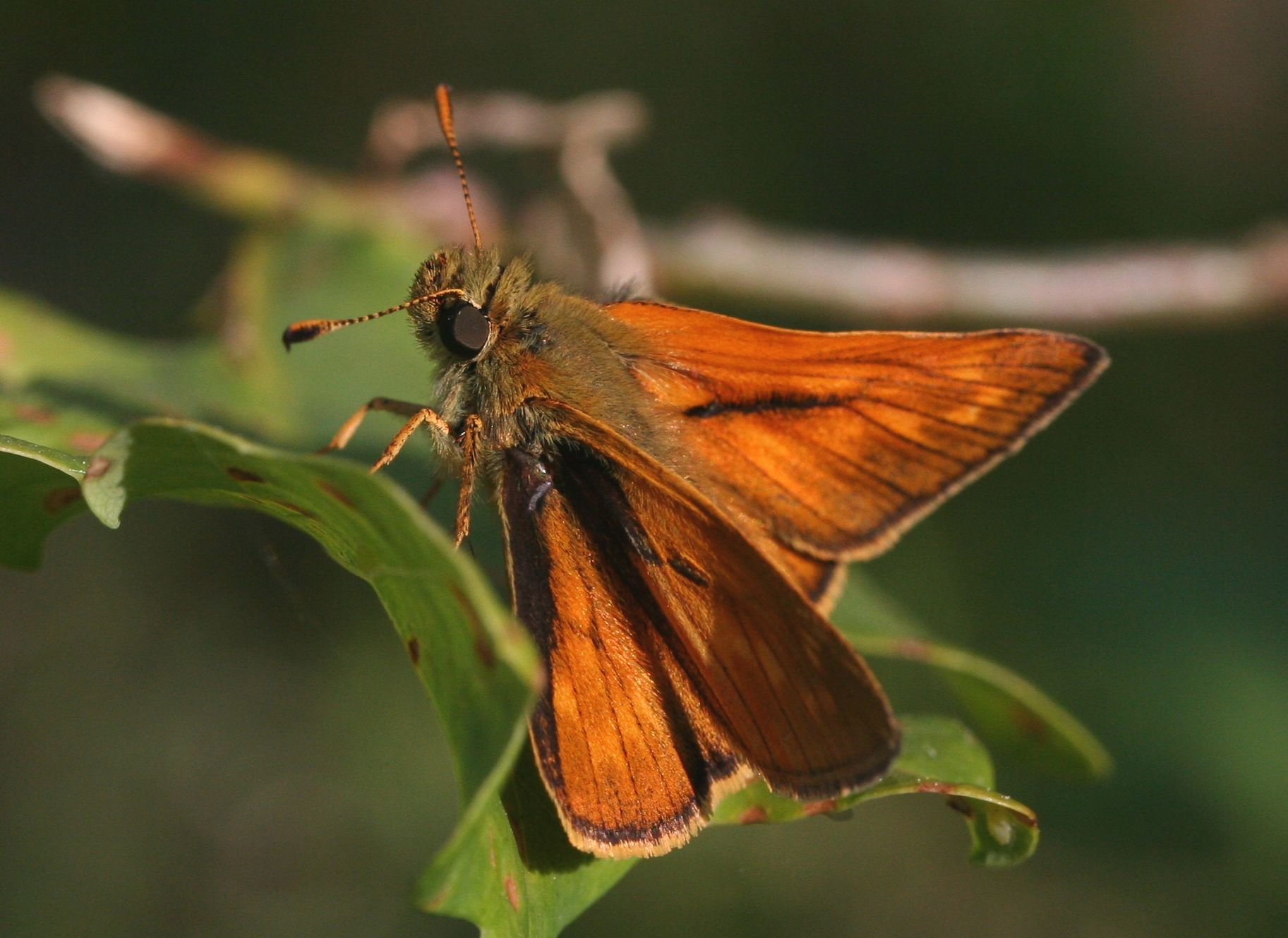
Ochlodes sylvanus Groot dikkopje
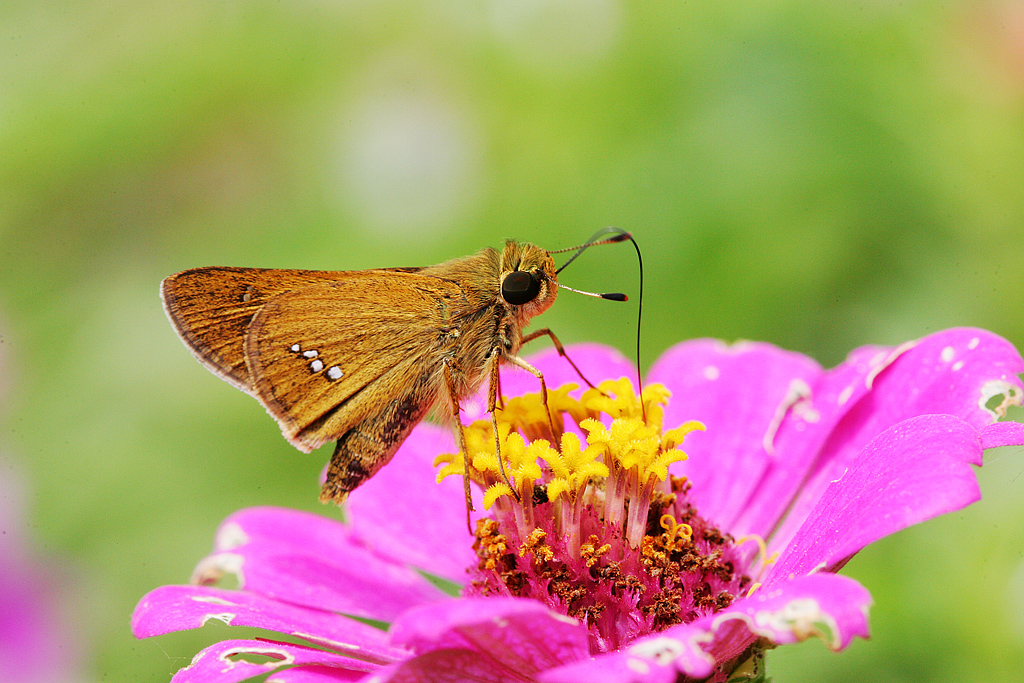
Parnara guttata
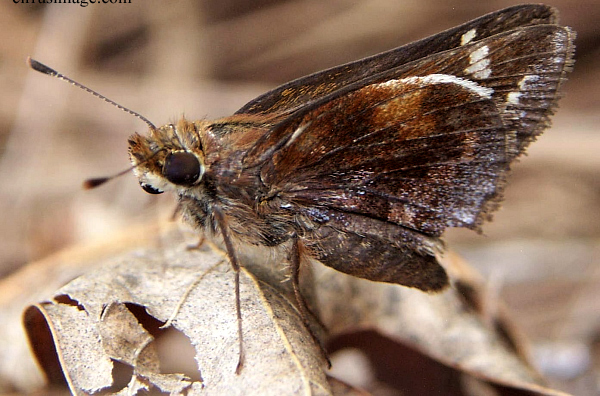
Poanes zabulon
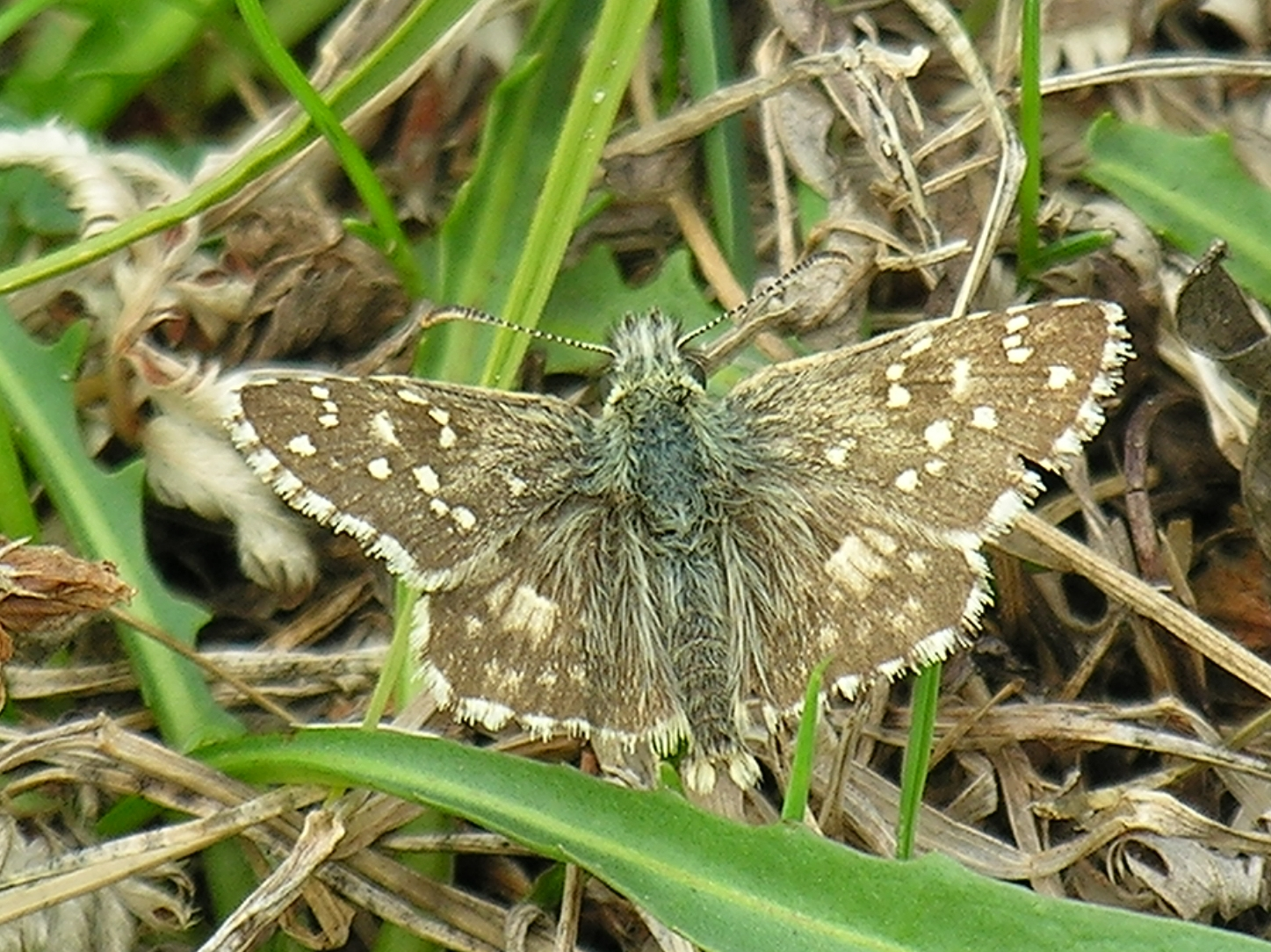
Pyrgus armoricanus Bretons spikkeldikkopje
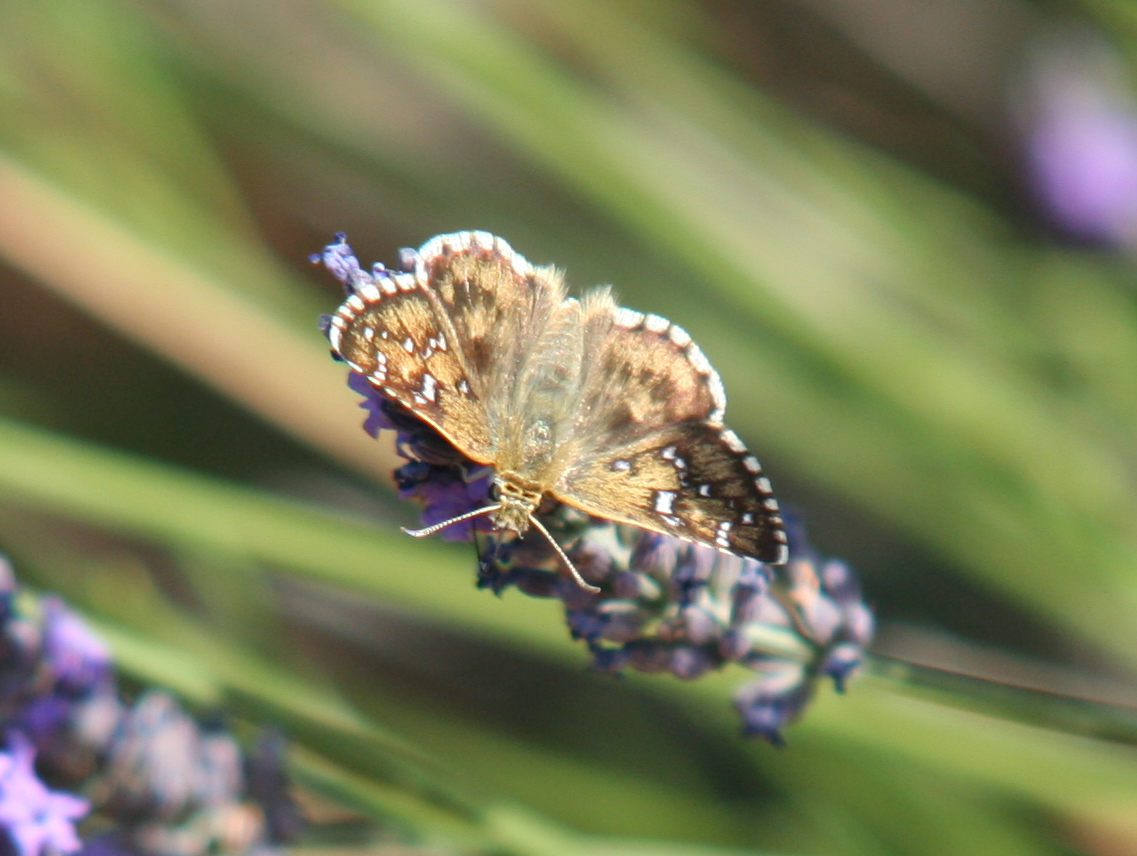
Pyrgus cirsii Rood spikkeldikkopje
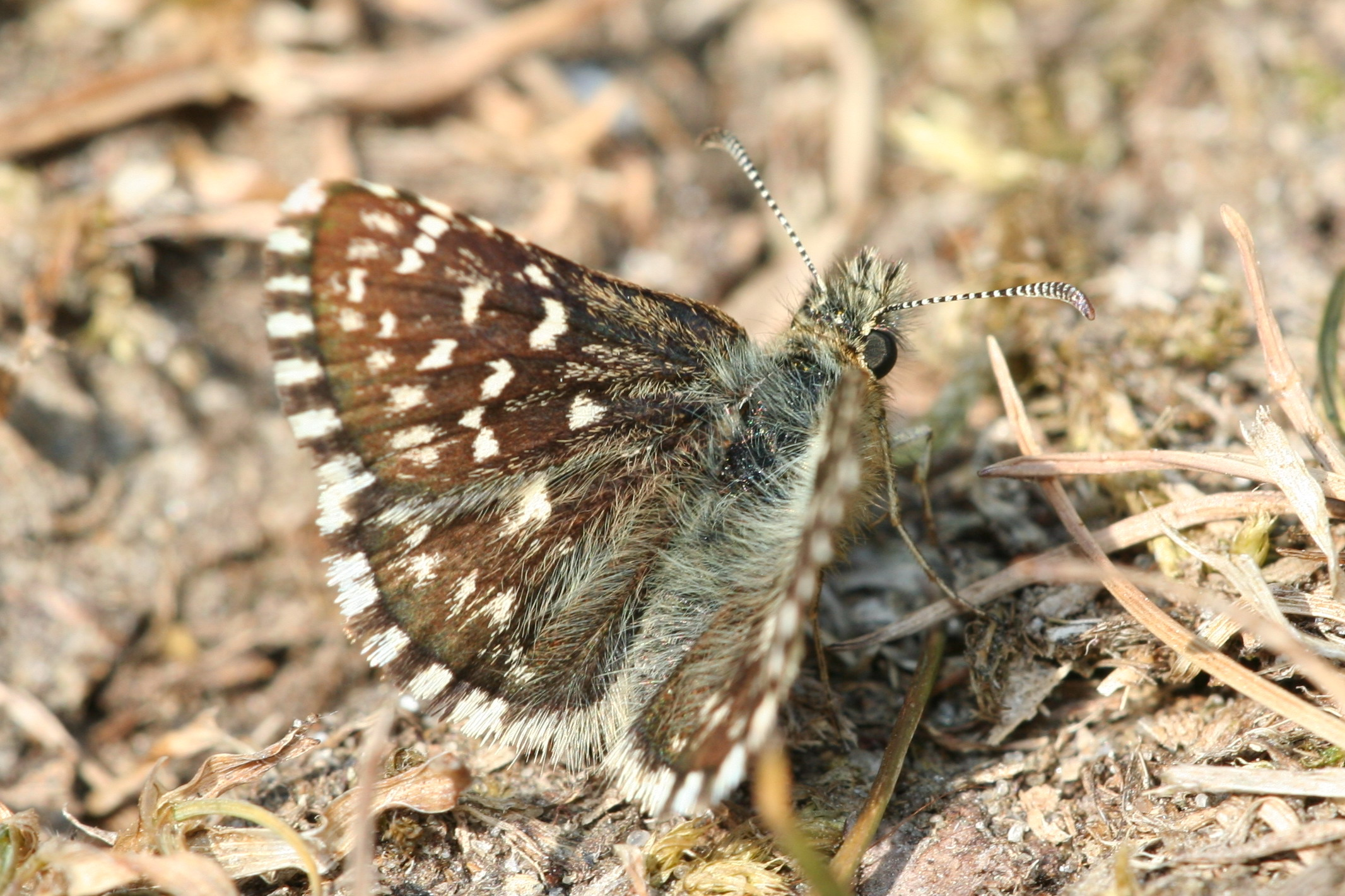
Pyrgus malvae Aardbeivlinder
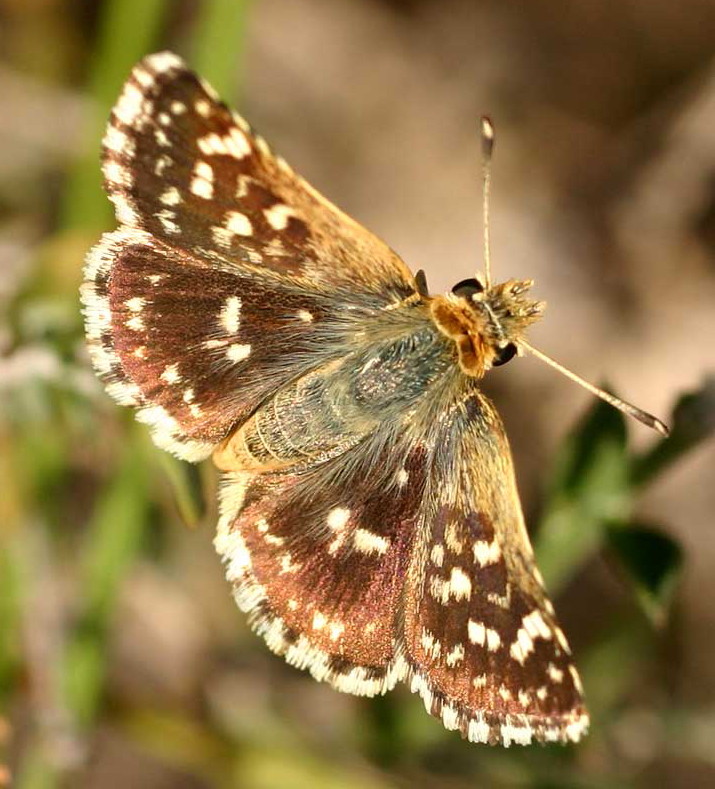
Spialia sertorius Kalkgraslanddikkopje
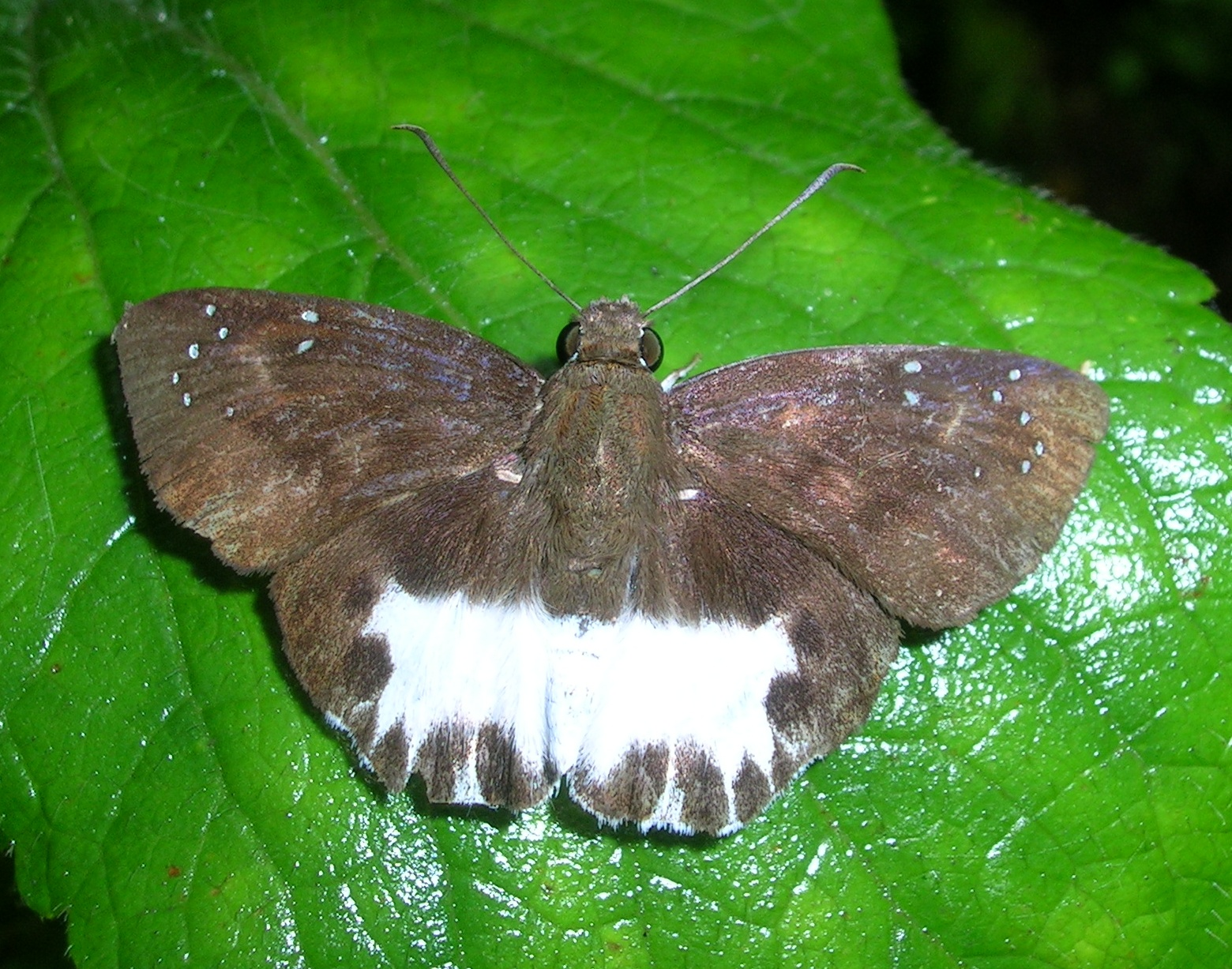
Tagiades litigiosa
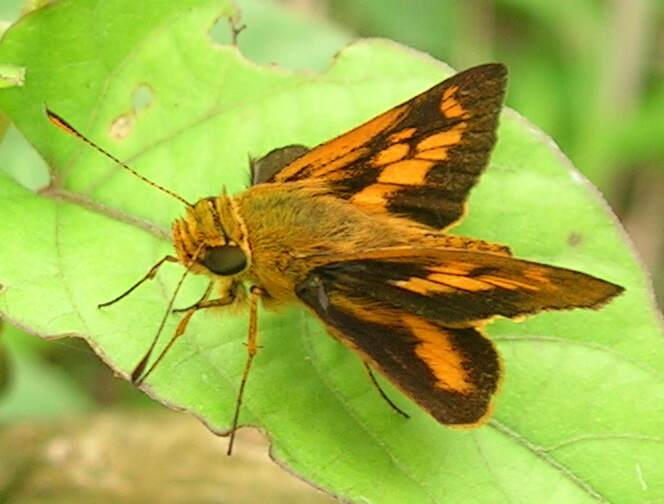
Telicota ancilla
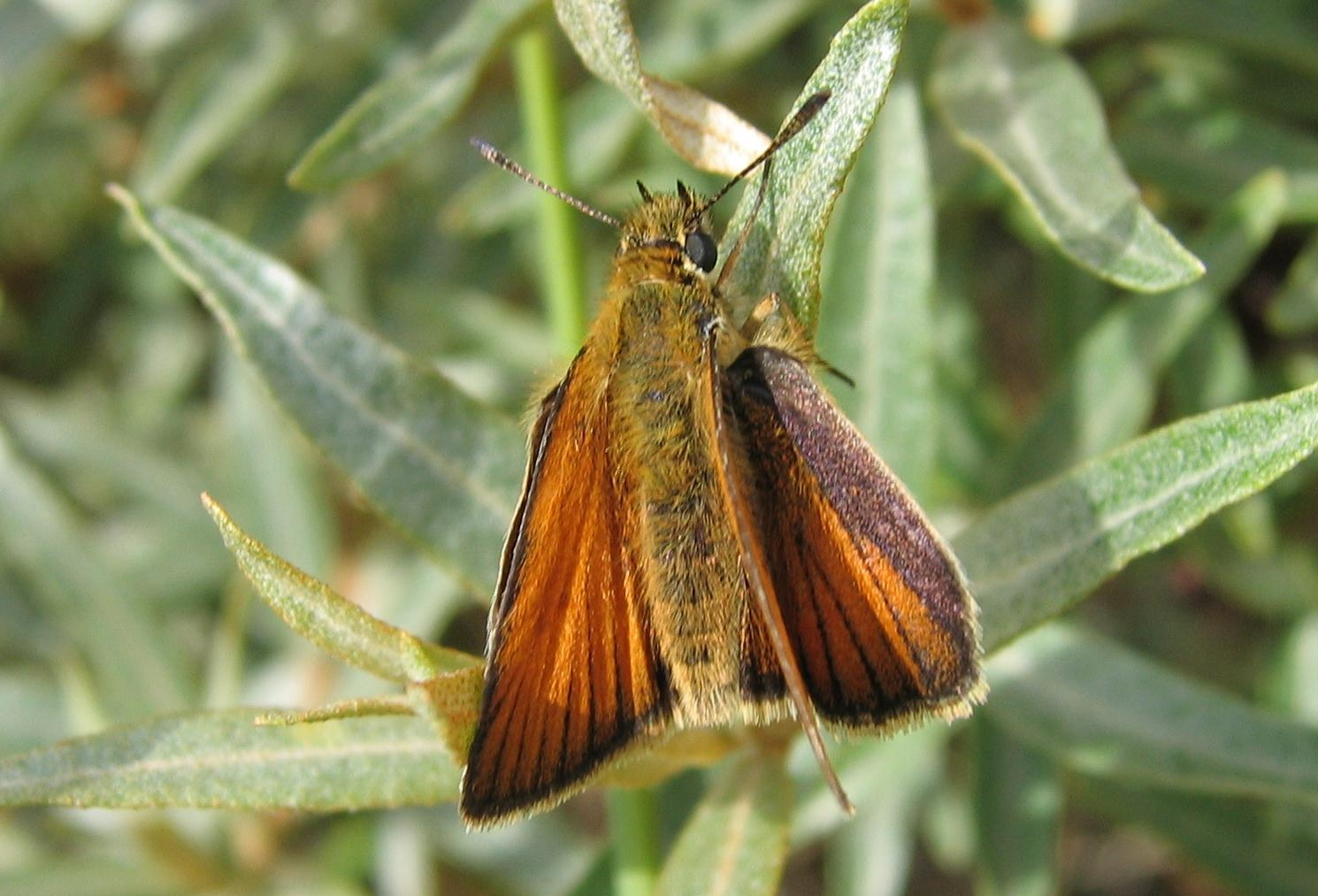
Thymelicus lineola Zwartsprietdikkopje
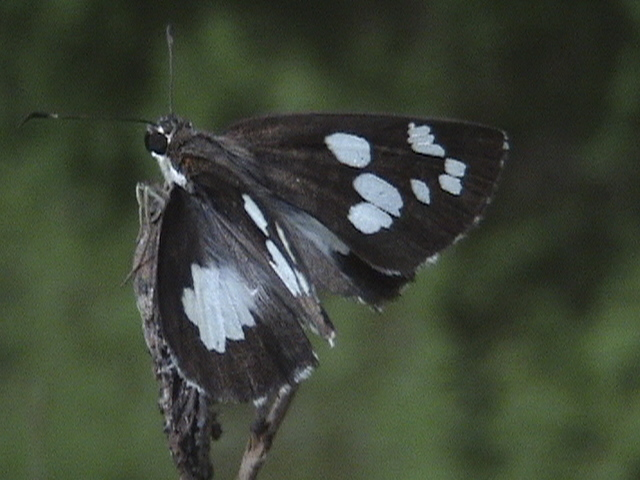
Udaspes folus
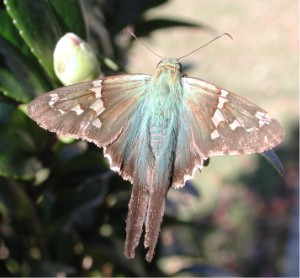
Urbanus proteus